# Lightning Bolt (Pearl Jam)
Lightning Bolt is het tiende studioalbum van de Amerikaanse rockband Pearl Jam en verscheen op 14 oktober 2013 (en een dag later in de Verenigde Staten). Op iTunes was het album al sinds de dagen ervoor te downloaden. De eerste single van het album was Mind Your Manners. De tweede single was Sirens.
Lightning Bolt is de opvolger van het album Backspacer uit september 2009 en is geproduceerd door Brendan O'Brien.

## Commercieel succes
Lightning Bolt bereikte topnoteringen in de belangrijkste muzieklanden. In de Amerikaanse Billboard 200 was het album de vijfde nr.1 notering van Pearl Jam. In de Nederlandse Album Top 100 en de UK Top 40 Albums Chart was de tweede plaats de topnotering. In de ARIA Australian Top 50 Albums kwam het album op de eerste plek binnen. Ook in België was er een eerste plaats voor het album.
In de iTunes Album top 10 bereikte het album de eerste plek in de Verenigde Staten, het Verenigd Koninkrijk, Nederland, Australië, Canada, Italië, Portugal, België, Oostenrijk, Denemarken, Griekenland, Ierland, Noorwegen, Zwitserland en Luxemburg. Een tweede plaats werd bereikt in Duitsland, Spanje, Zweden, Finland en Nieuw-Zeeland. In Frankrijk bereikt het album de vierde plek en in Japan de achtste plek. In de webwinkel Amazon.co.uk bereikte het album de eerste plek in de Best Sellers in Music lijst.

## Recensies
In de Benelux werd het album over het algemeen goed ontvangen. Muziekblad OOR schreef in de recensie: "Over de tweede helft van Lightning Bolt kunnen we kort zijn: Pearl Jam volgens het boekje, met hoogstens een aardige nouveauté: het op stompende rhythm & blues leunende Let The Records Play. Maar puur op grond van de eerste helft zeg ik: beste Pearl Jam-plaat in bijna twintig jaar".
Het album kreeg vier van de vijf sterren van De Telegraaf: "Mooie melodieën schuwen de rockers niet, terwijl ze in de snelle nummers aantonen in twintig jaar weinig aan intensiteit te hebben ingeboet. Voorlopig zijn de titeltrack, Mind your Matters en Sirens de hoogtepunten. Maar zoals dat gaat met klassieke Pearl Jam-platen zullen die in de loop der jaren nog een paar keer veranderen". Ook het Algemeen Dagblad gaf vier van de vijf sterren. Volgens de recensie geldt de band "al lang niet meer als grensverleggend voorbeeld" maar is dat "helemaal niet erg, want Pearl Jam heeft de vernieuwingsdrang ingewisseld voor hoogstaand vakmanschap. Dat bewijzen ook de eerste drie fel en energiek klinkende tracks..."
In de Volkskrant kreeg het album drie sterren (van de vijf) en de omschrijving: "...genoeg moois, maar het blijft zo'n kenmerkend inconsistente plaat van die grote rockband, die alle contracten geduldig heeft laten aflopen, onverstoorbaar zijn gaat en in 2014 vast weer komt laten zien en horen hoe je een Ziggo Dome of festivalweide plat speelt". Metronieuws stelde: "...een prima rockplaat..." en dat Pearl Jam "....in elk geval hun meest gevarieerde plaat in jaren..." heeft gemaakt.
De recensie van NU.nl leidde tot 3,5 sterren (van de vijf), met als conclusie: "...Pearl Jam heeft altijd zijn eigen koers gevaren. Als dat incidenteel een radiohit of een klassiek rockalbum afleverde, was dat mooi meegenomen. Lightning Bolt lijkt echter te drijven op concessies...Lightning Bolt is een vrij directe voortzetting van Backspacer, eigenlijk zelfs nog toegankelijker... Lightning Bolt toont de tedere kant van de band...". Het Parool van 17 oktober 2013 gaf drie sterren (van de vijf) en heeft als titel: "Zoals altijd: goed maar voorspelbaar".
Lust for Life gaf in de editie van november 2013 het album drie sterren: “…Nee, het is geen plaat die op één in ons jaarlijstje zal komen. Maar we hebben wel weer een aantal pareltjes ontdekt en zijn verder heel content… Lightning Bolt zal misschien weinig levens gaan veranderen, het is wel gewoon weer een kwalitatief prima plaat en met weer een aantal erg sterke songs is het toch al imposante oeuvre van de band weer een beetje meer legendarisch geworden…”
Nieuwe Revu beoordeelde het album met vier sterren (van de vijf) en schrijft: "...Niet alleen door de herwonnen energie komt Lightning Bolt binnen als een bliksemschicht, ook door de oprechtheid en de waarheden in de teksten van Eddie. Hij weet hetzelfde te bereiken als Bruce Springsteen: hij geeft de gewone man hoop. En dat is na Bruce zijn sombere boodschap van vorig jaar erg welkom".
De Belgische krant De Morgen schreef: "De band klinkt weer net zo vitaal als in haar grootste glorieperiode... 'Lightning Bolt' is het geluid van een band die na een tumultueus verleden eindelijk goed in haar vel zit".
Metacritic, dat beoordelingen verzamelt, had het over "generally favorable reviews". AllMusic geeft vier (uit vijf) sterren en beschrijft "...flirting with insouciance even at its loudest moments". Ook de New York Daily News geeft vier (uit vijf) sterren: "The new disc offers some key sounds and sensibilities the band never would have found in its early-'90s breakthrough days. But mainly it pays homage to Pearl Jam's core style, proving it to be remarkably durable and fresh".
De LA Times schrijft: "...The long-awaited album is a solid reflection of the band, but breaks little new ground...For better or worse, Pearl Jam sound just like who they are right now, but after more than 20 years, that's not so bad."
Spin is gematigd over het album en geeft een zes op een schaal van tien: “It's far from an implosion, far from spectacular… They're aging more gracefully than Billy Corgan or Jay Z, at least….”
PopMatters geeft een acht (op een schaal van tien): "That Pearl Jam can craft such a fine record at this stage in their storied career is astounding. Years on, Lightning Bolt is sure to rank among one of the high points of the group’s discography, standing as an example of their ability to burrow down and hone all of their strengths to a fever pitch".
The Guardian geeft drie (uit vijf) sterren: "A few ponderous moments aside, this is a sturdy return to great form". Ook The Independent geeft drie (uit vijf) sterren: "An intriguing mix overall and further proof that Pearl Jam play by their own rules—a fact that real fans would never want to change". Rolling Stone geeft drie-en-een-halve ster (uit vijf).
Het Engelse magazine Classic Rock geeft een zeven (op een schaal van 10) en noemt het album "...a mature restatement of strengths... it has no shocking surprises in store. But long-time producer Brendan O'Brien makes sure it hits clean and hard, while leaving room for the rugged ballads that suit Vedder so well...This is music by the grunge band that lived to grow up... its brutally hard-won optimism is satisfying enough". Het Engelse muziektijdschrift MOJO geeft het album vier (uit vijf) sterren. Het Engelse maandblad UNCUT geeft een zeven op een schaal van tien.

## Nummers
Alle teksten zijn geschreven door Eddie Vedder. 
| Nr. | Titel                | Muziek                    | Duur |
| --- | -------------------- | ------------------------- | ---- |
| 1.  | Getaway              | Eddie Vedder              | 3:26 |
| 2.  | Mind Your Manners    | Mike McCready             | 2:38 |
| 3.  | My Father's Son      | Jeff Ament                | 3:07 |
| 4.  | Sirens               | Mike McCready             | 5:41 |
| 5.  | Lightning Bolt       | Eddie Vedder              | 4:13 |
| 6.  | Infallible           | Jeff Ament, Stone Gossard | 5:22 |
| 7.  | Pendulum             | Jeff Ament, Stone Gossard | 3:44 |
| 8.  | Swallowed Whole      | Eddie Vedder              | 3:51 |
| 9.  | Let the Records Play | Stone Gossard             | 3:46 |
| 10. | Sleeping By Myself   | Eddie Vedder              | 3:04 |
| 11. | Yellow Moon          | Jeff Ament                | 3:52 |
| 12. | Future Days          | Eddie Vedder              | 4:22 |